# Caso ilativo
Illativo (abreviado ill; do latim illatus) é, em finlandês, estoniano, lituano, e húngaro, o terceiro dos casos locativos com o significado básico de "movimento para (dentro) de". Um exemplo do húngaro é "a házba" (para dentro da casa, com "a ház" com o significado de "a casa"). Um exemplo do estoniano é "majasse" e "majja" (para dentro da casa), formado a partir de "maja" (casa). Um exemplo do finlandês é "taloon" (para dentro da casa), formado a partir de "talo" (casa). Um exemplo do lituano é "laivan" (para dentro do barco) formado a partir de "laivas" (barco).

## Em finlandês
O caso é formado adicionando -hVn, onde 'V' representa a última vogal e, em seguida, removendo o 'h' se resultar em uma vogal longa. Por exemplo, o talo + Vn se torna taloon com um simples 'oo' longo; cp. maa + hVn se torna maahan, sem a elisão do 'h'. Essa complexa maneira incomum de adicionar um sufixo pode ser explicada por sua origem reconstruída: uma fricativa palatal sonora. (O finlandês moderno perdeu a palatalização e as fricativas que não sejam 'h' ou 's'.) No dialeto de Pohjanmaa, o 'h' não é removido; dizem talohon.
Os outros casos locativos em finlandês, estoniano e húngaro são:
- Caso inessivo ("em; dentro de")
- Caso elativo ("para fora de")
- Caso adessivo ("em; no lado de fora de")
- Caso alativo ("sobre")
- Caso ablativo ("de; fora de")

## Em lituano
O caso ilativo, denotando a direção do movimento, agora é menos comum no idioma padrão, mas é comum no idioma falado, especialmente em certos dialetos. Sua forma singular, ouvida com mais frequência do que o plural, aparece em livros, jornais, etc. A maioria dos substantivos lituanos pode pegar o final ilativo, indicando que, do ponto de vista descritivo, o ilativo ainda pode ser tratado como um caso em lituano. Desde o início do século XX, não está incluído nas listas de casos do lituano padrão na maioria dos livros de gramática e livros didáticos, e a construção preposicional į+acusativo é usada com mais frequência hoje para indicar direção. O caso ilativo foi usado extensivamente em lituano mais antigo; o primeiro livro de gramática lituana, de Daniel Klein, menciona ambos ilativo e į+acusativo, mas chama o uso do ilativo de "mais elegante". Mais tarde, apareceu frequentemente nos textos escritos dos autores que cresceram em Dzukija ou Aukštaitija Oriental, como Vincas Krėvė-Mickevičius.
O caso ilativo em lituano tem seus próprios finais, que são diferentes para cada paradigma de declinação, embora bastante regulares, em comparação com outros casos lituanos. Um final do ilativo sempre termina com n no singular, e sna é a parte final de um final do ilativo no plural.
Exemplos:
- Palavras masculinas (singular, ilativo singular, plural, ilativo plural, tradução)
  - karas, karan, karai, karuosna, guerra(s)
  - lokys, lokin, lokiai, lokiuosna, urso(s)
  - akmuo, akmenin, akmenys, akmenysna, pedra(s)
- Palavras femininas (mesmo casos acima):
  - upė, upėn, upės, upėsna, rio(s)
  - jūra, jūron, jūros, jūrosna, mar(es)
  - obelis, obelin, obelys, obelysna, macieira(s)